# Murray Pond
Der Murray Pond ist ein Tümpel im ostantarktischen Viktorialand. Er liegt 600 m ostsüdöstlich des Gupwell Pond im Labyrinth des Wright Valley. Er ist der westlichste dreier aufgereihter Tümpel südlich des östlichen Teils des Hoffman Ledge.
Das Advisory Committee on Antarctic Names benannte ihn 2004 nach D. F. C. Murray, neuseeländischer Bohrspezialist im Bohrprojekt in den Antarktischen Trockentälern von 1973 bis 1976.